# Edmond Delfour
Maurice Edmond Delfour (ur. 1 listopada 1907 w Ris-Orangis, zm. 19 grudnia 1990 na Korsyce) – francuski piłkarz grający na pozycji pomocnika i trener piłkarski. Trzykrotny uczestnik mistrzostw świata.

## Kariera klubowa
Latem roku 1928 20-letni Edmond Delfour po dekadzie spędzonej w juniorskich drużynach przeszedł do stołecznego Stade Français. W tym samym sezonie młody pomocnik zadebiutował w reprezentacji Francji. Po jego zakończeniu przeniósł się jednak do lokalnego rywala, Racing Clubu, gdzie pozostał przez osiem lat. Wraz z klubowymi kolegami doświadczyli na własnej skórze założenia i pierwszego sezonu rozgrywek Ligue 1 w roku 1932. W roku 1936 Racing Club wywalczył krajowy dublet przy wydatnej pomocy Edmonda Delfoura. Ekipa mająca w składzie tak znakomitych wówczas graczy jak Austriacy Rudolf Hiden i Auguste Jordan, Francuzi Émile Veinante i Roger Couard oraz Anglik Frederick Kennedy nie miała sobie równych w kraju.
Na zaledwie dwa lata przed wybuchem II Wojny Światowej Delfour przeniósł się do klubu z północy kraju, RC Roubaix, jednak na finiszu sezonu 1938/1939 wraz z kolegami zajęli ostatnie miejsce w tabeli. Podczas wojny grał w mającym siedzibę w Normandii FC Rouen. W roku 1940 francuskie „Czerwone Diabły” zdobyły mistrzostwo Ligi Północnej, lecz z racji na trwającą II wojnę światową nie jest to wynik uznawany za oficjalny. Kolejne trzy lata to już wicemistrzostwa grupy oraz mistrzostwo kraju w roku 1945. Po zakończeniu wojny przez rok Edmond grał jeszcze w Red Star 93, z którym doszedł nawet do finału Pucharu Francji. Ostatecznie trofeum trafiło do ekipy Lille OSC, a 39-letni Delfour zakończył karierę.
Podczas kariery zawodniczej Edmond Delfour znany był ze świetnego wyszkolenia technicznego i umiejętności dryblerskich, których, choć nie były do końca mile widziane, nie bał się stosować w starciach z rywalami.

## Kariera reprezentacyjna
W latach 1929–1938 Delfour rozegrał 42 spotkania w barwach reprezentacji Francji, dla której zdobył dwie bramki. Ponadto w 12 meczach pełnił funkcję kapitana „Trójkolorowych”. Jest jednym z niewielu zawodników, którzy brali udział we wszystkich trzech przedwojennych edycjach mundialu: z lat 1930, 1934 i 1938. W swoim ostatnim występie pobił ówczesny rekord największej liczby meczów w kadrze narodowej, wyprzedzając liderującego wówczas w tej kategorii Julesa Dewaqueza.

## Kariera trenerska
W ostatnich dwóch latach kariery zawodniczej Edmond występował w roli grającego trenera. Najbardziej jednak uznanym szkoleniowcem był w Belgii, gdzie trenował ekipy KAA Gent, Union Saint-Gilloise, Cercle Brugge oraz RFC Liège. Poza tym szkolił francuskie ekipy Stade Français, Le Havre AC, US Corte, SC Bastię oraz tunezyjskie CS Hammam Lif.
Po latach pracy w zawodzie trenera osiadł na Korsyce, gdzie pomagał w prowadzeniu hotelu swojemu zięciowi, Dominique Colonnie. Zmarł w roku 1990 w wieku 83 lat.

## Osiągnięcia
- 2 razy mistrzostwo Francji (Racing Club, 1936; FC Rouen, 1945)
- Puchar Francji (Racing Club, 1936)